# José Fiallos
José Ángel Fiallos Nolasco (Yarumela, La Paz, Honduras; 28 de febrero de 1996) es un futbolista hondureño. Juega de lateral izquierdo y su equipo actual es el Génesis de la Liga Nacional de Honduras.

## Trayectoria

### Universidad Pedagógica
Se inició en las divisiones menores de Marathón cuando tenía apenas 7 años de edad, siendo descubierto por Juan "Vikingo" Fajardo. En 2014 firma su primer contrato profesional con los Jaguares de UPNFM, con quienes debutó bajo las órdenes de Arnold Cruz, el 7 de febrero de ese año, ante el Atlético Esperanzano. Aquel juego, válido por la 1ª fecha del Torneo Clausura 2014 de la Liga de Ascenso de Honduras, finalizó con victoria de 2 a 0 a favor de la Universidad Pedagógica.

### Motagua
El 11 de enero de 2016 fue fichado por el Motagua, uno de los «Cuatro Grandes del Fútbol Hondureño». Realizó su debut para Motagua el 17 de febrero de ese año, en el empate de 0-0, frente a Juticalpa F.C. en el Estadio Juan Ramón Brevé Vargas, por los cuartos de final de la Copa de Honduras 2015/16.

"Estoy muy feliz de llegar a una institución tan grande como esta. Será difícil pelearle el puesto a jugadores como Omar Elvir u Orlin Peralta, pero tengo confianza en que triunfaré aquí."

## Selección nacional
Ha sido internacional con la Selección de fútbol de Honduras en categoría Sub-17. Hizo parte del equipo que disputó la Copa Mundial de Fútbol Sub-17 de 2013, llevada a cabo en los Emiratos Árabes Unidos.

### Participaciones en Copas del Mundo
| Mundial                | Sede            | Resultado        | Partidos | Goles |
| ---------------------- | --------------- | ---------------- | -------- | ----- |
| Mundial Sub-17 de 2013 | Emiratos Árabes | Cuartos de Final | 0        | 0     |

## Clubes
| Club                   | País     | Año             |
| ---------------------- | -------- | --------------- |
| Universidad Pedagógica | Honduras | 2014 - 2015     |
| Motagua                | Honduras | 2016            |
| Universidad Pedagógica | Honduras | 2016 - 2019     |
| Real de Minas          | Honduras | 2019            |
| Olancho FC             | Honduras | 2019 - 2021     |
| Atlético Independiente | Honduras | 2021 - 2022     |
| Génesis                | Honduras | 2022 - Presente |

## Vida privada
Entre sus principales ídolos se encuentran Mario Iván Guerrero y Marcelo Vieira. Desde niño es aficionado de Motagua.